# Hoppingen
Hoppingen (Rieser-schwäbisch „Hoppe“) ist ein Gemeindeteil der Stadt Harburg im Landkreis Donau-Ries (Regierungsbezirk Schwaben, Bayern).

## Beschreibung
Das Pfarrdorf Hoppingen liegt nordwestlich von Harburg im Nördlinger Ries knapp südwestlich des Kraterrandes und Nähe des Rollenbergs. Nordöstlich wird der Ort von der nordwestlich-südöstlich verlaufenden Wörnitz umflossen, die am Kraterrand entlangfließt. Bei Hoppingen mündet der Kohlenbach in die Wörnitz.

## Geschichte

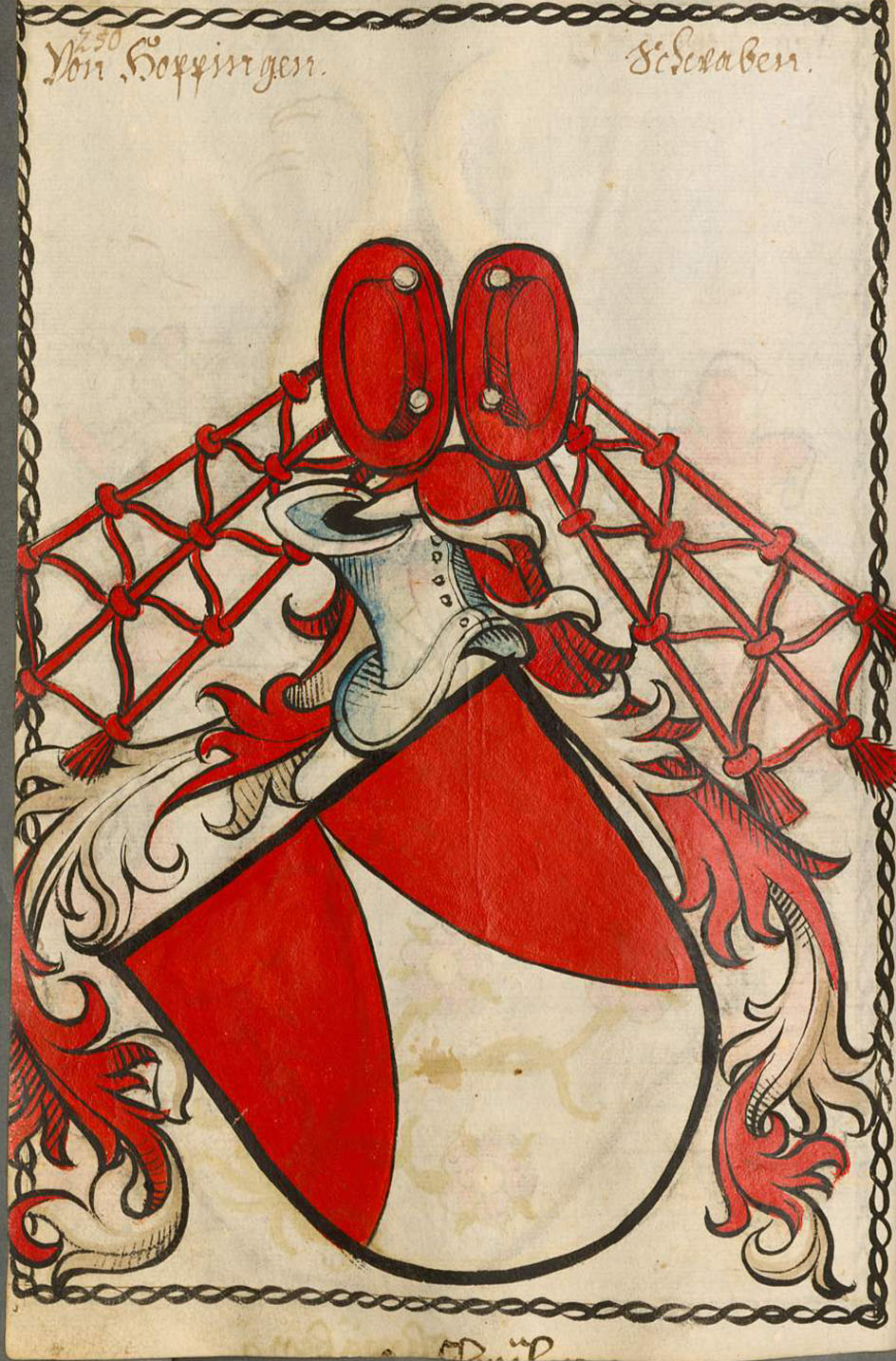
Wappen der Ritter von Hoppingen

Das erste urkundliche Zeugnis über Hoppingen geht auf „Bertholdus de Hoppingen“ zurück, der im Jahr 1240 erwähnt wurde. Er entstammte dem Adelsgeschlecht der Ritter von Hoppingen. Diese waren Ministerialen der Grafen von Oettingen. 1396 wurden sie als Herren des Burgstalls Thurneck bei Thurneck bei Mönchsdeggingen erwähnt. 1406 bis 1496 waren sie im Besitz der Burg Wellwart bei Brünsee. Mit Hans von Hoppingen, der 1496 letztmals erwähnt wurde, erlosch die Linie der Ritter von Hoppingen. Ihre Besitzungen in Hoppingen und Unterbissingen gingen an die Grafen von Oettingen.

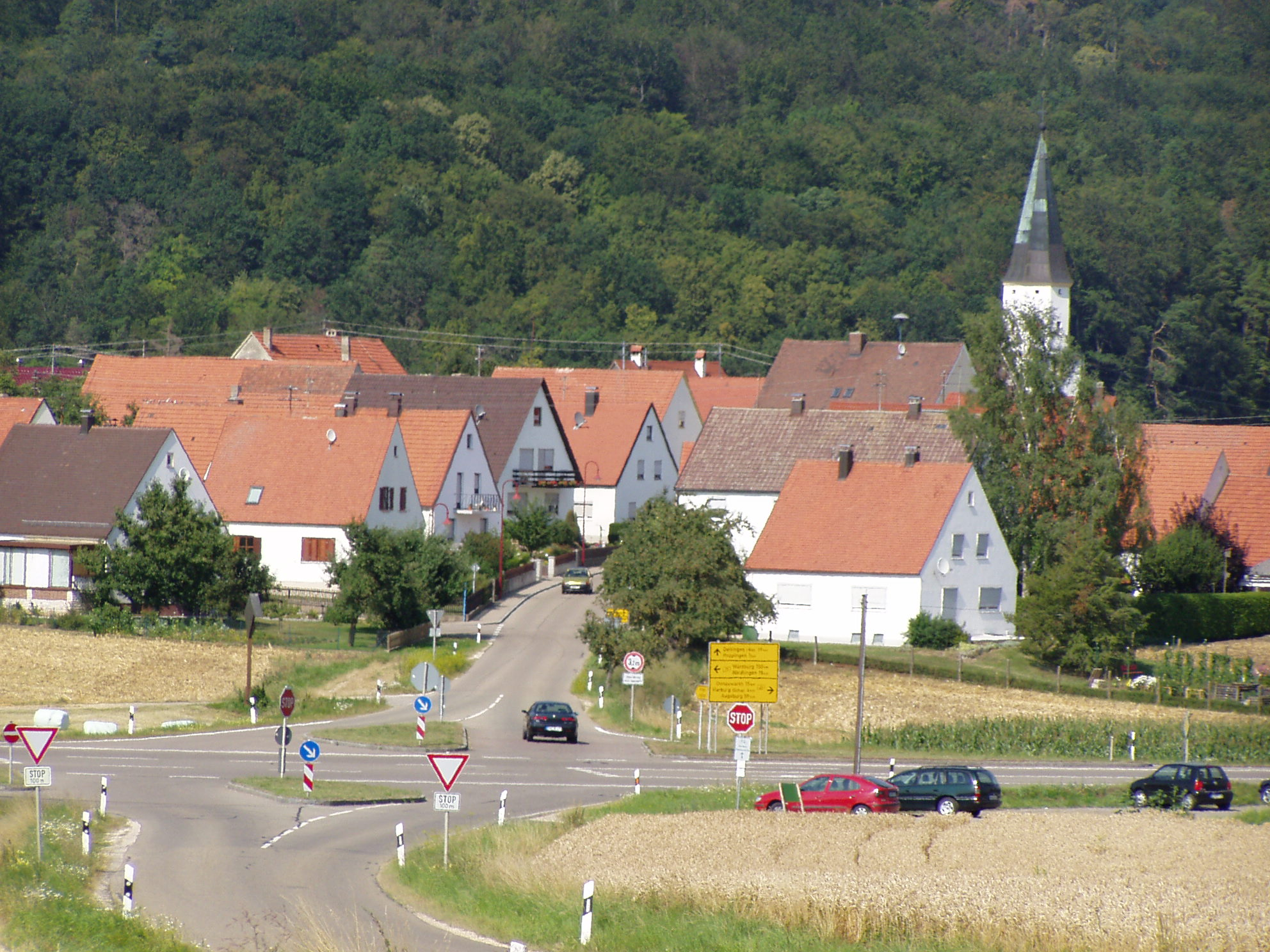
Blick auf Hoppingen

Hoppingen war eine selbständige Gemeinde im Landkreis Nördlingen. Im Zuge der Gebietsreform in Bayern wurde sie am 1. Juli 1972 dem Landkreis Nördlingen-Donauwörth, der seit dem 1. Mai 1973 Landkreis Donau-Ries heißt, zugeschlagen und am 1. Januar 1974 in die Stadt Harburg (Schwaben) eingemeindet.

## Religion

### Römisch-Katholisch

#### Geschichte der Pfarrei Hoppingen
Das Dorf Hoppingen gehörte zur Pfarrei in Harburg. Im Jahr 1385 stiftete Berchthold von Hoppingen eine ewige Messe, beziehungsweise ein Kaplanei, in einer bereits bestehenden Kapelle, die der Jungfrau Maria geweiht war. Das Stiftungsvermögen war allerdings eher gering, weshalb die Kaplansstelle nur selten besetzt war.
Als die Stadt Harburg im Zuge der Reformation protestantisch wurde, Hoppingen aber, als Besitz der Grafen von Oettingen-Wallerstein, katholisch blieb, löste sich der alte Pfarrverband und Hoppingen erhielt eine eigene Pfarrei. Bis in das Jahr 1630 hatte Hoppingen dann einen eigenen Pfarrer, von diesem Jahr an wurde die Seelsorge des Dorfes an das Benediktinerkloster in Mönchsdeggingen übertragen, womit die Pfarrei wieder erlosch. Nach der Säkularisation des Klosters im Jahr 1802 versorgten dessen Pensionäre den Pfarrverbund Mönchsdeggingen-Hoppingen bis 1829 der letzte Mönchsdegginger Benediktiner starb. Bis 1836 betreuten dann die weltlichen Pfarrer von Mönchsdeggingen auch Hoppingen, erst dann erhielt das Dorf wieder einen eigenen Kaplan. Im Jahr 1841 wurde schließlich auf Genehmigung König Ludwigs I. die Pfarrei Hoppingen wiedergegründet. Dem Hoppinger Pfarrer oblag damit auch die Seelsorge der Katholiken aus Harburg.
Da die Zahl der Katholiken in Harburg ab dem Jahr 1848 stark anstieg, wurde 1901/03 schließlich die katholische Herz-Jesu-Kirche errichtet. Diese wurde zunächst durch den Hoppinger Pfarrer versorgt und 1957 zur Pfarrei erhoben.
1966/69 wurde auch in Möttingen eine katholische Kirche St. Theresia vom Kinde Jesu für die dort ansässigen Heimatvertriebenen errichtet. Sie gehört bis heute zur Pfarrei Hoppingen.
Heute bilden die Pfarreien Hoppingen und Harburg die Pfarreiengemeinschaft Harburg, die zum Dekanat Nördlingen im Bistum Augsburg gehört. Zur Pfarrei Hoppingen gehören außerdem die Katholiken in Bühl im Ries, Heroldingen, Großsorheim, Möttingen und Wörnitzostheim.

#### Die Pfarrkirche Mutterschaft Mariens

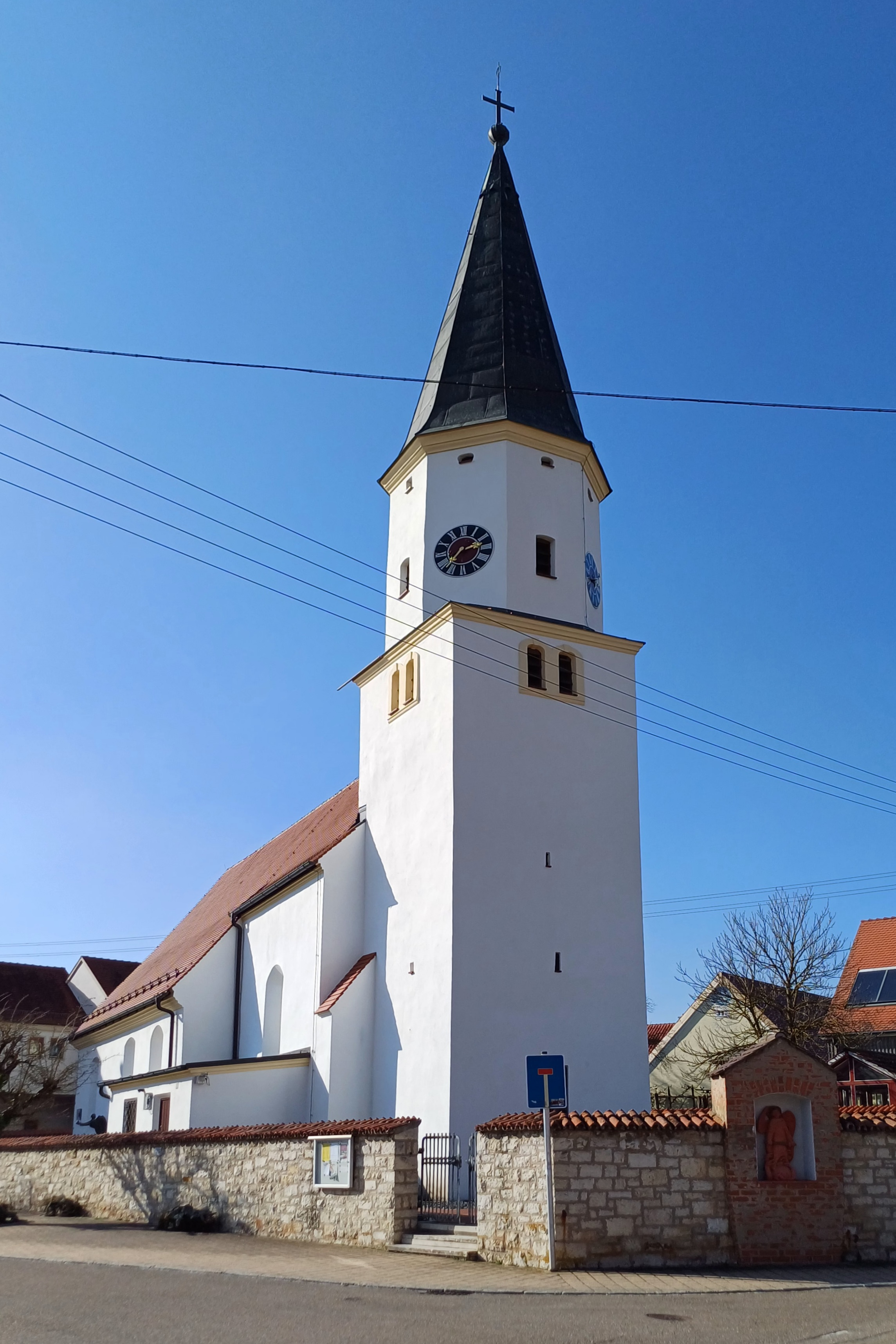
Kirche Mutterschaft Mariens, Hoppingen

Die 1385 erstmals erwähnte, mittelalterliche Kapelle ist heute noch erhalten. Sie bildet den Chorraum der heutigen Pfarrkirche. Der Turm wurde wohl im 14. Jahrhundert angebaut und 1717 um das Oktogon erhöht. Die ursprüngliche Zwiebelhaube wurde 1850 durch einen Sturm beschädigt und in der Folge durch den heutigen Spitzhelm ersetzt.
Die reiche spätbarocke Ausstattung besteht aus zwei Seitenaltären die den ehemaligen Kirchenpatron St. Leonhard und den Hl. Sebastian zeigen, barocken Kirchenbänken mit geschnitzten Wangen, und einer reich freskierten Stuckdecke. Auf ihr finden sich vier Szenen aus dem Leben des Hl. Leonhard, die sich um eine Glorie des Heiligen gruppieren. Der barocke Hochaltar wurde im 19. Jahrhundert ersetzt. Das ehemalige Hochaltargemälde zeigt die Heilige Sippe und hängt heute an der Südseite des Kirchenschiffs. Im Chorraum, der ehemaligen Kapelle, sind mittelalterliche und frühneuzeitliche Wandmalereien erhalten.

#### Geschichte des Patroziniums der Pfarrkirche
Das Patrozinium der Hoppinger Pfarrkirche hat eine ungewöhnlich reiche Geschichte. Im Jahr 1385 wird erstmals eine Kapelle in Hoppingen erwähnt. Sie war der Jungfrau Maria geweiht. Als die Kirche im 18. Jahrhundert um ihr Schiff erweitert wurde, fand wohl ein neues Patrozinium Einzug: St. Leonhard. Erst im 20. Jahrhundert wurde das Patrozinium, mit Bezug auf die Patronin der mittelalterlichen Kapelle, erneut geändert. So trägt die Hoppinger Pfarrkirche heute den Namen Mutterschaft Mariens. Das Patrozinium wird am 1. Januar gefeiert.

### Evangelisch-lutherisch
Die Protestanten von Hoppingen gehören zur evangelischen Pfarrei Sankt Martin in Heroldingen.

## Verkehr

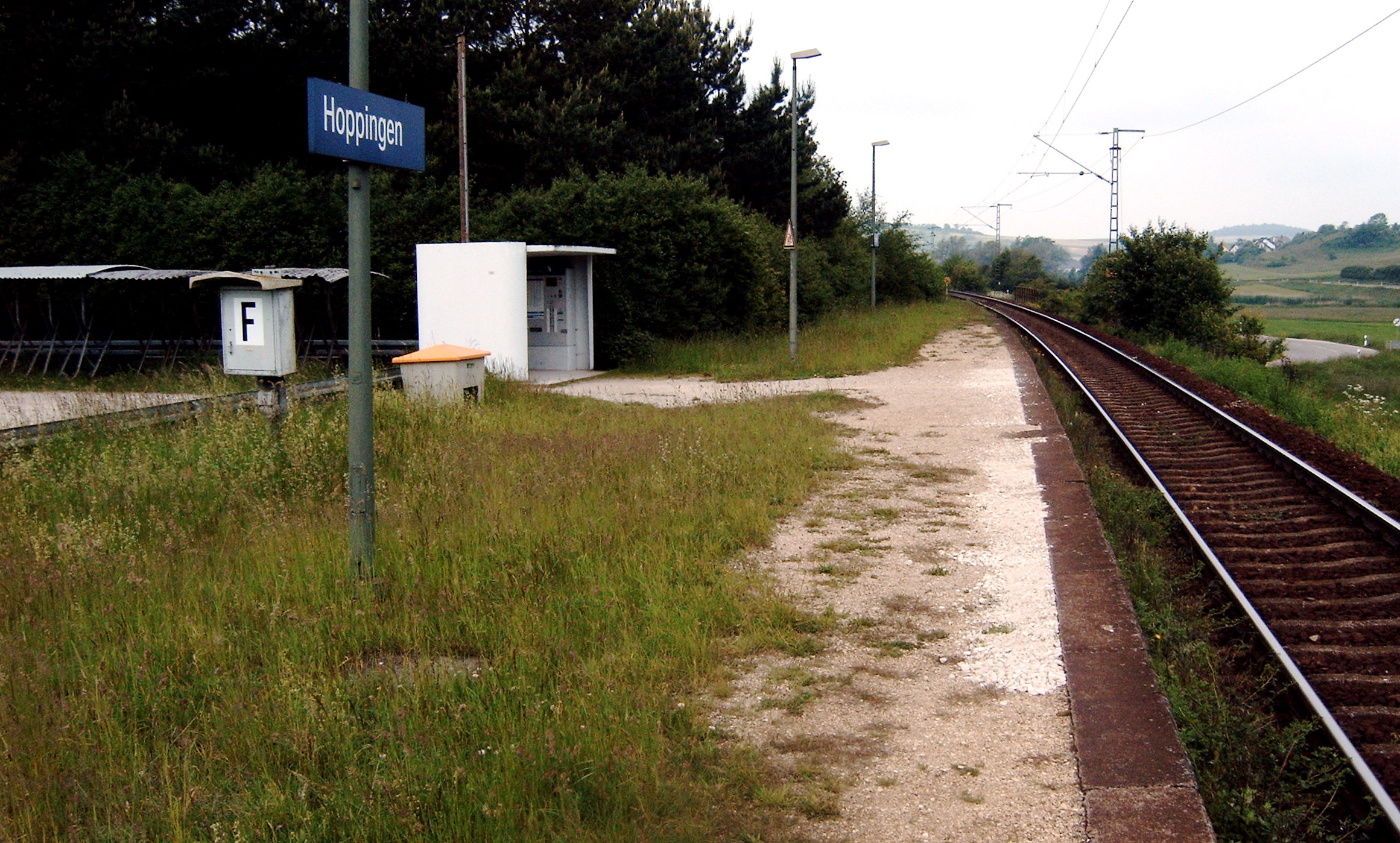
Haltepunkt Hoppingen

Hoppingen liegt mit einem eigenen Haltepunkt an der Riesbahn von Aalen nach Donauwörth.
Südlich von Hoppingen verläuft die Bundesstraße 25 von Nördlingen nach Donauwörth, die an dieser Stelle zur Romantischen Straße gehört. Die Staatsstraße 2221 aus Oettingen in Bayern führt durch Hoppingen und weiter nach Möttingen.